# Debra Daniel
Debra Daniel, née le 4 mars 1991 sur l'île de Pohnpei dans l'État de Pohnpei, est une nageuse des États fédérés de Micronésie. Elle a participé aux Jeux olympiques de 2008, 2012 et 2016 où elle a été lors des deux premières fois porte-drapeau de sa sélection lors de la cérémonie de clôture. Elle a également concouru à sept championnats du monde de natation. Elle a gagné 8 médailles d'or, 9 médailles d'argent et 6 médailles de bronze aux Jeux de la Micronésie. Elle est l'une des nageuses les plus rapides de la région de Micronésie.

## Carrière sportive

### Les débuts
Debra Daniel commence à nager très jeune et commence la compétition à l'âge de 14 ans. Elle s'entraîne pendant plusieurs années dans une rivière à une heure de sa maison, deux fois par semaine, sous la direction de sa mère Sweeter Daniel. Âgée de seulement 14 ans et demi, elle participe en juillet 2005 aux championnats du monde en grand bassin à Montréal au Canada. Elle ne dépasse pas le stade des séries du 50 m dos (35 s 97), du 50 m papillon (33 s 87) et du 100 m nage libre (1 min 11 s 03).

### Premières médailles internationales et Jeux de 2008
La nageuse de Pohnpei participe pour la première fois aux Jeux de la Micronésie en 2006. Elle y prend la 2e place du 200 m papillon (2 min 51 s 24) et termine 3e avec les relais du 4 x 100 m nage libre (4 min 56 s 28), du 4 x 200 m nage libre (11 min 16 s 62) et du 4 x 100 m 4 nages (5 min 38 s 40). Elle obtient également sept places d'honneur,,,, dont une 5e place sur le 5 000 m en eau libre (1 h 23 min 16 s).
Au printemps 2007, Debra Daniel est de nouveau sélectionnée par sa fédération pour les championnats du monde de natation en grand bassin qui se déroulent à Melbourne en Australie. Elle concourt sur le 50 m nage libre (32 s 07), le 50 m dos (34 s 98), le 50 m brasse (42 s 35) et le 50 m papillon (34 s) mais dans aucun cas ne dépasse le stade des séries. Fin août, elle participe aux Jeux du Pacifique Sud où elle est la seule représentante des États fédérés de Micronésie . Elle y termine 4e du 200 m papillon (3 min 01 s 41), 5e du 400 m quatre nages, 6e du 200 m dos (2 min 47 s 10) et du 100 m dos (1 min 16 s 61), 7e du 50 m dos (34 s 73). Elle ne parvient pas à atteindre la finale en 50 m papillon et en 100 m papillon (1 min 22 s 78).
En avril 2008, elle participe aux championnats du monde en petit bassin à Manchester au Royaume-Uni et, de nouveau, elle ne peut aller au-delà du stade des qualifications sur le 50 m nage libre (32 s 16), le 50 m dos (34 s 53), le 50 m brasse (41 s 72) et le 50 m papillon (34 s 60). Ce même mois, Debra Daniel est récipiendaire du Samsung Oceania Sports Development Initiative Training Scholarships qui lui permet de s'entraîner à Guam sous la supervision de son entraîneur Sweeter Daniel, la piscine de l'État de Pohnpei n'étant pas opérationnelle. Sa préparation pour les Jeux olympiques pour lesquels elle reçoit une invitation comprend une participation au 60e Annual Keo Nakama Invitational à Hawaï où la pohnpéienne participe à huit courses sans monter sur le podium. Juste avant les Jeux, Debra Daniel finalise sa préparation à l'Edge Hill University d'Ormskirk, au nord de Liverpool au Royaume-Uni. En août, aux Jeux Olympiques d'été de 2008 à Pékin en Chine, elle se classe à la 76e place du 50 m nage libre avec un temps de 30 s 61, soit une amélioration de presque 1 s 5 sur son temps des championnats du monde de 2007. Elle est désignée porte-drapeau pour la cérémonie de clôture.

### Première olympiade
Debra Daniel est présente aux championnats du monde de natation en grand bassin d'août 2009 à Rome en Italie où elle nage en 50 m brasse (41 s 43), en 50 m nage libre (32 s 96), en 50 m papillon (32 s 83) et en 50 m dos (35 s 20).
La micronésienne est sacrée meilleure sportive féminine aux Jeux de la Micronésie de l'été 2010. Elle s'y octroie sept médailles d'or (5 000 m eau libre, 800 m nage libre, 200 m dos, 100 m nage libre, 100 m papillon, 100 m dos, 200 m quatre nages) et six médailles d'argent (200 m nage libre, 400 m nage libre, 50 m papillon, 50 m brasse, 50 m nage libre, 50 m dos). Elle remporte grâce à ces performances une bourse du Fonds d'entraînement du Comité international olympique pour se préparer aux Jeux de 2012. Au mois de décembre, elle prend part aux championnats du monde en petit bassin. Elle est inscrite sur le 200 m papillon (3 min 7 s 76), le 50 m dos, le 50 m papillon (33 s 94) et le 50 m nage libre (30 s 91). Elle reçoit la même année le prix Albert Coates qui finance les études d'étudiants en infirmerie en milieu rural.
En juillet 2011, aux championnats du monde en grand bassin, elle termine le 100 m papillon en 1 min 14 s 51 et le 100 m nage libre en 1 min 06 s 87. Debra Daniel bénéficie la même année d'une bourse de la Fondation Océanie pour deux ans d'études (2011-2013) à l'Iowa Central Community College dans l'Iowa aux États-Unis où existe un programme de natation,. Elle y suit des études pour devenir infirmière et réalise quelques belles performances sportives tout en améliorant ses temps,,. Elle reçoit une mention Honorable pour ses résultats sur le 200 m dos, le 200 m et le 400 m quatre nages. À la fin de l'année 2012, elle est présente dans le top 10 des athlètes de l'institution depuis ses origines dans dix disciplines et première avec les relais du 4 x 100 m nage libre, du 4 x 50 m quatre nages et du 4 x 100 m quatre nages. Elle ne participe pas aux Jeux du Pacifique de 2011 qui se déroulent fin août - début septembre.
Debra Daniel est sélectionnée par sa fédération pour participer aux Jeux olympiques de Londres. Jeff Olsen, son entraîneur à l'Iowa Central Community College assure que la jeune femme est prête à vivre cette expérience extraordinaire et à représenter son pays avec fierté. La préparation de la nageuse a été handicapée par des douleurs au dos qui l'ont conduite à concourir sur le 50 m nage libre au lieu de la distance supérieure initialement prévue. Elle achève la course en 30 s 32 et termine à la 56e place en ayant gagné sa série. Jeff Olsen confie être surpris par la manière dont elle a su jaillir de l'eau malgré ses douleurs au dos et le fait qu'elle n'est pas une sprinteuse par nature. Il sait que ces Jeux sont une expérience formidable pour la nageuse et qu'elle adoptera tout au long de sa vie le titre d'« Olympienne » avec l'honneur qu'il mérite. La ponhpéienne est désignée comme porte-drapeau pour la cérémonie de clôture.

### Deuxième olympiade
Debra Daniel concourt sur cinq épreuves à l'Universiade d'été de 2013 : le 50 m dos (33 s 99), le 100 m dos (1 min 16 s 02), le 50 m papillon (32 s 70) et le 100 m papillon (1 min 17 s 55). Elle ne dépasse pas le stade des éliminatoires. À la fin de l'année 2013, la nageuse obtient son diplôme d'infirmière.
Aux Jeux de la Micronésie de 2014, elle gagne le 100 m dos (1 min 13 s 77), termine 2e du 200 m dos (2 min 41 s 04) et du 200 m papillon (2 min 51 s 23), 3e du 50 m dos (33 s 99) et du 200 m quatre nages (3 min 47 s 62), 4e du 400 m nage libre (5 min 17 s 76), du 800 m nage libre (11 min 02 s 68), avec le relais du 4 x 50 m quatre nages (2 min 26 s 92), le relais du 4 x 50 m nage libre (2 min 14 s 47), le relais du 4 x 100 m quatre nages (5 min 38 s 80) et avec le relais du 4 x 200 m nage libre (9 min 58 s 59), 5e du 50 m papillon (33 s 24) et 5e du 100 m papillon (1 min 19 s 77).
En juillet 2015, lors des Jeux du Pacifique à Port Moresby en Papouasie-Nouvelle-Guinée, elle concourt sur le 50 m brasse (42 s 29), le 50 m papillon (32 s 60), le 50 m dos (34 s 85), le 50 m nage libre (31 s 30), le 100 m nage libre (1 min 07 s 28), mais également sur le 100 m papillon (1 min 13 s 53), le 100 m dos (1 min 15 73) et le 200 m (2 min 56 75) papillon où elle atteint la finale. Tous les sportifs micronésiens reçoivent du gouvernement des États fédérés de Micronésie une allocation de 200 $. À la fin du mois, elle est sélectionnée pour les championnats du monde en grand bassin de 2015. Elle y termine le 50 m dos en 33 s 75 et le 50 m nage libre en 30 s 48.
Les championnats d'Océanie de natation qui se tiennent en juin 2016 à Suva aux Fidji sont la compétition choisie par la fédération de natation des États fédérés de Micronésie pour qualifier ces athlètes pour les Jeux olympiques de Rio. Debra Daniel est en concurrence avec Dionisio Augustine et Kaleo Kihleng pour les deux places possibles. Elle se dit confiante pour atteindre ses objectifs. Elle échoue à atteindre les demi-finales du 50 m papillon (32 s 73), atteint les demi-finales du 100 m dos (1 min 15 s 19 puis 1 min 16 s 02), du 50 m dos (34 s 38 puis 34 s 64), du 100 m papillon (1 min 15 s 23 puis 1 min 17 s 4). Aux Jeux olympiques d'été, Debra Daniel concourt le 12 août au 50 m nage libre. Elle termine la distance en 30 s 83 et se classe 7e dans la quatrième série et prend la 72e place de cette compétition qui a compté 91 participantes. Elle a annoncé lors des Jeux que cette édition pourrait être sa dernière. Elle prévoit d'arrêter la compétition pendant quelque temps afin de préparer un master en psychologie industrielle et organisationnelle qu'elle espère finir en 2017,.

### Périodiques et journaux en ligne
1. ↑  (en) Brendon Telfer, « Palau celebrates succesful Micronesian Games », sur radioaustralia.net.au, ABC, 10 août 2010 (consulté le 16 janvier 2017).
2. ↑  (en) Jim Tobin, « FSM athletes competing in 2015 pacific games », sur kpress.info, The Kaselehlie Press, 5 juillet 2015 (consulté le 13 mars 2016).
3. ↑  (en) Mere Naleba, « FSM swimmers set target to qualify for Rio Games »(Archive.org • Wikiwix • Archive.is • Google • Que faire ?), sur fijitimes.com, Fiji Times, 20 juin 2016 (consulté le 1er juillet 2016).
4. ↑  (en) Bill Jaynes, « Athletes proudly represent FSM in front of an audience of millions », sur kpress.info, Kaselehlie Press, 22 août 2016 (consulté le 21 août 2017).
5. ↑  (en) « Team FSM marches in Olympic Opening Ceremony », sur guampdn.com, Pacific Daily News, 7 août 2016 (consulté le 30 août 2017).

### Sites internet
- (en) « Jeux de la Micronésie de 2006 », Comité d'Organisation des Jeux de la Micronésie de 2006 (consulté le 22 juin 2016).

1. 1 2 3  (en) « 2006 Micro games, Wednesday Finals » (consulté le 25 février 2016).
2. 1 2  (en) « 2006 Micro games, Monday Finals » (consulté le 25 février 2016).
3. ↑  (en) « 2006 Micro games, Saturday Finals » (consulté le 25 février 2016).
4. ↑  (en) « 2006 Micro games, Sunday Finals » (consulté le 25 février 2016).
5. ↑  (en) « 2006 Micro games, Tuesday Heats » (consulté le 25 février 2016).
6. ↑  (en) « 2006 Micro games, Medals » (consulté le 25 février 2016).
7. ↑  (en) « 2006 Micro games, Open Water Results » (consulté le 25 février 2016).

- (en) « Jeux du Pacifique de 2007 », Comité d'Organisation des Jeux du Pacifique de 2007 (consulté le 22 juin 2016).

1. ↑  (en) « Women 200 m butterfly Final results » (consulté le 29 février 2016).
2. ↑  (en) « Women 400 m medley Final results » (consulté le 29 février 2016).
3. ↑  (en) « Women 200 m backstroke Final results » (consulté le 29 février 2016).
4. ↑  (en) « Women 100 m backstroke Final results » (consulté le 29 février 2016).
5. ↑  (en) « Women 50 m backstroke Final results » (consulté le 29 février 2016).
6. ↑  (en) « Women 50 m butterfly Final results » (consulté le 29 février 2016).
7. ↑  (en) « Women 100 m butterfly Final results » (consulté le 29 février 2016).

- (en) « Jeux de la Micronésie de 2014 », Comité d'Organisation des Jeux de la Micronésie de 2014 (consulté le 22 juin 2016).

1. 1 2 3 4  (en) « Micronesia Games, swimming, Results - Session 2 » (consulté le 28 février 2016).
2. 1 2 3  (en) « Micronesia Games, swimming, Results - Session 4 » (consulté le 28 février 2016).
3. 1 2 3 4 5  (en) « Micronesia Games, swimming, Results - Session 6 » (consulté le 28 février 2016).
4. ↑  (en) « Micronesia Games, swimming, Results - Session 3 » (consulté le 28 février 2016).

- (en) « Championnats d'Océanie de natation de 2016 », Comité d'Organisation des championnats d'Océanie de natation de 2016 (consulté le 22 juin 2016).

1. ↑  (en) « 11th Oceania Swimming Championships - 21/06/2016 to 24/06/2016, Meet Program - Oceania's session 2 - Finals » (consulté le 1er juillet 2016).
2. 1 2  (en) « 11th Oceania Swimming Championships - 21/06/2016 to 24/06/2016, Meet Program - Oceania's session 4 - Finals » (consulté le 1er juillet 2016).
3. ↑  (en) « 11th Oceania Swimming Championships - 21/06/2016 to 24/06/2016, Meet Program - Oceania's session 6 - Finals » (consulté le 1er juillet 2016).

- (en) « Worldwide swimming ranking », FINA (consulté le 22 juin 2016).

1. ↑  (en) « FINA: 11th World Championships, Long Course (50m) » (consulté le 29 février 2016).
2. ↑  (en) « FINA: 12th World Championships, Long Course (50m) » (consulté le 29 février 2016).
3. ↑  (en) « FINA: 9th World Short Course Championships, Short Course (25m) » (consulté le 29 février 2016).
4. ↑  (en) « XXIX Olympic Games, Long Course (50m) » (consulté le 29 février 2016).

- (en) « Les-Sports.info », Info Média Conseil (consulté le 22 juin 2016).

1. ↑  (en) « Swimming - 2009 World Championships - Results Women » (consulté le 28 février 2016).
2. ↑  (en) « Swimming - 2009 World Championships - Results Women » (consulté le 28 février 2016).
3. ↑  (en) « Swimming - 2009 World Championships - Results Women, 50 m butterfly » (consulté le 28 février 2016).
4. ↑  (en) « Swimming - 2009 World Championships - Results Women, 50 m backstroke » (consulté le 28 février 2016).
5. ↑  (en) « Swimming - 2010 World Short Course Championships - Results Women, 200 m butterfly » (consulté le 28 février 2016).
6. ↑  (en) « Swimming - 2010 World Short Course Championships - Results Women, 50 m backstroke » (consulté le 28 février 2016).
7. ↑  (en) « Swimming - 2010 World Short Course Championships - Results Women, 50 m butterfly » (consulté le 28 février 2016).
8. ↑  (en) « Swimming - 2010 World Short Course Championships - Results Women, 50 m freestyle » (consulté le 28 février 2016).
9. ↑  (en) « Swimming - 2011 World Championships - Results Women, 100 m butterfly » (consulté le 28 février 2016).
10. ↑  (en) « Swimming - 2011 World Championships - Results Women, 100 m freestyle » (consulté le 28 février 2016).
11. ↑  (en) « Swimming - 2015 World Championships - Results Women, 50 m backstroke » (consulté le 28 février 2016).
12. ↑  (en) « Swimming - 2015 World Championships - Results Women, 50 m freestyle » (consulté le 28 février 2016).

- Autres sites internet

1. 1 2 3 4  (en) « Debra Daniel », sur sports-reference.com, Comité international olympique (consulté le 29 février 2016).
2. 1 2 3 4  (en) Michelle Malone, « River Training for FSM's only swimmer », sur foxsportspulse.com, www.foxsportspulse.com, 28 août 2007 (consulté le 29 février 2016).
3. ↑  (en) « Team FSM to Participate at Beijing 2008 Olympic Games », sur fsmgov.org, Gouvernement des États fédérés de Micronésie, juillet 2008 (consulté le 11 juillet 2016).
4. 1 2  (en) « Debra Daniel », sur fina.infostradasports.com, FINA (consulté le 1er mars 2016).
5. ↑  (en) « Team FSM to Participate at Beijing 2008 Olympic Games », sur fsmgov.org, Gouvernement des États fédérés de Micronésie (consulté le 10 février 2016).
6. ↑  (en) « 60th Annual Keo Nakama Invitational, Hawaii, Individual Scores », sur hawaiiswim.org, Hawaii Swimming (consulté le 29 février 2016).
7. ↑  (en) « Porte-drapeaux lors de la cérémonie de clôture », olympic.org (consulté le 18 mars 2015).
8. 1 2  « Debra Daniel takes 7 Gold & 6 Silver at 7th Micronesia Games », sur foxsportspulse.com, Comité national olympique des États fédérés de Micronésie (consulté le 28 février 2016).
9. ↑  (en) « Scholarships », sur albertcoates.com, Albert Coates Memorial Trust (consulté le 12 mars 2016).
10. ↑  (en) « Oceania foundation », sur sportingpulse.com, Comités nationaux olympiques d'Océanie (consulté le 28 février 2016).
11. ↑  (en) « FSM », Oceanie updates, no 3,‎ mai 2013 (lire en ligne).
12. 1 2 3  (en) « Triton swimmers Daniel, Meauri compete in Olympic Games », sur ictritons.com, Iowa Central Community College.
13. ↑  (en) « Debra Daniel », sur collegeswimming.com, CollegeSwimming.com (consulté le 12 mars 2016).
14. ↑  (en) « Triton swimmers topple three more school records », sur ictritons.com, Iowa central community college (consulté le 12 mars 2016).
15. ↑  (en) « Simpson Vs. Iowa Central CC - 12/7/2012 », sur simpsonathletics.com, Simpson College (consulté le 12 mars 2016).
16. ↑  (en) « Program History », sur ictritons.com, Iowa Central Community College (consulté le 28 février 2016).
17. ↑  (en) « Iowa Central Swimming Women’s Top 10 Performers », sur ictritons.com, Iowa Central Community College (consulté le 28 février 2016).
18. ↑  « 14es Jeux du Pacifique - DUMBEA », sur sportingpulse.com, Fédération française de natation (consulté le 28 février 2016).
19. ↑  (en) « Trio of Triton Swimmers Selected to Compete in London », sur ictritons.com, Iowa Central Community College (consulté le 28 février 2016).
20. ↑  (en) « ondon 2012 Closing Ceremony - Flag Bearers », sur olympic.org, Comité international olympique (consulté le 13 mars 2016).
21. ↑  « XXVII Universiade, Dames, 50m Dos, Eliminatoire », sur swimrankings.net, Swimranking (consulté le 18 septembre 2016).
22. ↑  (en) « A proud day for the Oceania Australia Foundation », sur foxsportspulse.com, United Youth Media (consulté le 13 mars 2016).
23. ↑  (en) « Debra Daniel », sur pg2015.gems.pro, Comité d'organisation des Jeux du pacifique (consulté le 12 mars 2016).
24. ↑  « 50 m nage libre - femmes, séries » (consulté le 25 août 2016).